# Theganopteryx difficilis
Theganopteryx difficilis är en kackerlacksart som först beskrevs av Henri Saussure 1899.  Theganopteryx difficilis ingår i släktet Theganopteryx och familjen småkackerlackor. Inga underarter finns listade i Catalogue of Life.